# مایکی مور
مایکی مور (انگلیسی: Mikey Moore؛ زادهٔ ۱۱ اوت ۲۰۰۷) بازیکن فوتبال اهل بریتانیا است که برای باشگاه فوتبال تاتنهام هاتسپر بازی می‌کند.
وی همچنین در تیم‌های ملی فوتبال زیر ۱۵ سال انگلستان، زیر ۱۶ سال انگلستان، زیر ۱۷ سال انگلستان و زیر ۱۹ سال انگلستان بازی کرده است.

## دوران باشگاهی
مایکی مور به تاتنهام هاتسپر پیوست تا شکوفایی خود را به عنوان بازیکن زیر ۹ سال به ثمر برساند. در فصل ۲۰۲۲–۲۳، او بخشی از تیم زیر ۱۷ سال تاتنهام هاتسپر بود که قهرمان شد، همچنین برای زیر ۱۸ سال بازی کرد، در لیگ اروپای جوانان برای زیر ۱۹ ساله‌ها به میدان رفت و یکی از جوان‌ترین بازیکنان تاریخ بود که در سن ۱۵ سالگی در تیم زیر ۲۱ سال بازی کرد. او به تاتنهام کمک کرد تا در آن فصل کاپ‌های لیگ برتر زیر ۱۷ و زیر ۱۸ سال را به خانه ببرد. در ۱۷ ژوئن ۲۰۲۳، مور با تاتنهام هاتسپر قراردادی به عنوان بازیکن آکادمی امضا کرد. او در اکتبر ۲۰۲۳ توسط روزنامه انگلیسی گاردین به عنوان یکی از بهترین بازیکنان سال اول در لیگ برتر فوتبال انگلستان شناخته شد.
در ۱۴ مه ۲۰۲۴، مور در یک بازی خانگی با نتیجه ۲–۰ در برابر منچستر سیتی اولین بازی خود را در تیم اصلی انجام داد و به جوان‌ترین بازیکن تاتنهام تبدیل شد که در لیگ برتر بازی کرده است، در شرایطی که ۱۶ سال و ۲۷۷ روز داشت، رکورد دین اسکارلت را شکست.
مور یک روز بعد از تولد ۱۷ سالگی‌اش، در ۱۲ اوت ۲۰۲۴، یک قرارداد حرفه‌ای سه ساله با تاتنهام امضا کرد.
در ۲۶ سپتامبر ۲۰۲۴، مور اولین بازی اروپایی خود را در پیروزی ۳–۰ خانگی مقابل باشگاه فوتبال قره‌باغ در لیگ اروپا انجام داد و چند روز بعد در ۳ اکتبر ۲۰۲۴ اولین شروع خود را در یک پیروزی ۲–۱ خارج از خانه مقابل فرنچواروش انجام داد و تمام مدت بازی در زمین ماند. او در همان مسابقه دومین شروع خود را برای باشگاه انجام داد و از هم‌تیمی‌اش جیمز مدیسن تحسین دریافت کرد که مور را با نیمار مقایسه کرد.
در ۲۷ اکتبر ۲۰۲۴، مور اولین شروع خود را در لیگ برتر در یک باخت ۱–۰ خارج از خانه مقابل کریستال پالاس انجام داد و ۶۲ دقیقه بازی کرد و جای خود را به تیمو ورنر داد. در سن ۱۷ سال و ۷۷ روز، مور جوان‌ترین بازیکنی شد که در یک بازی لیگ برتر برای تاتنهام شروع به بازی کرده است.
در ۳۰ اکتبر ۲۰۲۴، مور در جام اتحادیه اولین بازی خود را در پیروزی ۲–۱ خانگی مقابل منچستر سیتی انجام داد و در دقیقه ۶۸ به جای برنان جانسون وارد زمین شد.

## دوران ملی
مور یک بازیکن جوان بین‌المللی برای انگلیس است. او تا به حال برای تیم جوانان انگلیس بازی کرده است.
در ۲۰ مه ۲۰۲۴، مور در ترکیب تیم ملی انگلیس برای قهرمانی زیر ۱۷ سال اروپا قرار گرفت. او در بازی افتتاحیه این تورنمنت، یک دوگانه در پیروزی ۴–۰ مقابل فرانسه به ثمر رساند. مور همچنین در بازی‌های گروهی بعدی خود در برابر پرتغال و اسپانیا گلزنی کرد. سپس او در مرحله یک چهارم نهایی در برابر ایتالیا به میدان رفت.
در ۷ سپتامبر ۲۰۲۴، مور در تیم ملی فوتبال زیر ۱۹ سال انگلستان در جریان تساوی ۱–۱ خارج از خانه مقابل کرواسی اولین بازی خود را انجام داد.